# Serge Estieau
Pas d'image ? Cliquez ici

a Compétitions nationales et continentales officielles uniquement.

b Matchs officiels uniquement.
Serge Estieau, né le 4 mai 1937 à Nantes et mort le 3 août 2022 à Ancenis, est un joueur de rugby à XV et de rugby à XIII dans les années 1950 et 1960. Il occupe le poste de deuxième ligne.

## Biographie
Formé au rugby à XV au Stade nantais, il rejoint le rugby à XIII en évoluant dès 1957 au club de Bayonne aux côtés de Robert Eramouspé. Il le suit également à Roanne qui devint alors l'un des clubs de premier plan en France. Avec ce dernier, Estieau remporte le Championnat de France en 1960 et la Coupe de France en 1962. Ses partenaires ont pour nom Jean Barthe, Claude Mantoulan et Aldo Quaglio, ex transfuges du rugby à XV, ou encore Maurice Voron, Francis Lévy, Jean Rouqueirol, Gérard Bélivaud et Bernard Vizier. À la suite du retrait du club en 1964, Estieau revient sur Nantes et joue jusqu'à la fin des années 1960 avec Nantes XIII
Fort de ses performances en club, Serge Estieau intègre l'équipe de France et compte huit sélections, affrontant notamment l'Australie et la Grande-Bretagne.

## Palmarès
- Collectif :
  - Vainqueur du Championnat de France : 1960 (Roanne).
  - Vainqueur de la Coupe de France : 1962 (Roanne).
  - Finaliste du Championnat de France : 1961 (Roanne).

### Détails en sélection
| 1. | 28 janvier 1961  | Grande-Bretagne  | 8-27 | Test-match | Deuxième ligne | - | - | - | - |
| 2. | 11 novembre 1961 | Nouvelle-Zélande | 6-6  | Test-match | Deuxième ligne | - | - | - | - |
| 3. | 9 décembre 1961  | Nouvelle-Zélande | 5-5  | Test-match | Deuxième ligne | - | - | - | - |
| 4. | 17 novembre 1962 | Angleterre       | 6-18 | Test-match | Deuxième ligne | - | - | - | - |
| 5. | 17 février 1963  | Pays de Galles   | 23-3 | Test-match | Deuxième ligne | - | - | - | - |
| 6. | 3 avril 1963     | Grande-Bretagne  | 4-42 | Test-match | Deuxième ligne | - | - | - | - |
| 7. | 4 juillet 1964   | Australie        | 2-27 | Test-match | Deuxième ligne | - | - | - | - |
| 8. | 15 août 1964     | Nouvelle-Zélande | 2-10 | Test-match | Deuxième ligne | - | - | - | - |